# آرچیه‌خوف، شهرستان وومین
آرچیه‌خوف، شهرستان وومین (انگلیسی: Arciechów, Wołomin County؛ ‏[arˈt͡ɕexuf]) روستایی در گمینا رازمین واقع در شهرستان وومین در استان ماسوویان در مرکز شرقی لهستان است. این روستا در ۱۲ کیلومتری شمال غربی رادزمین، ۲۰ کیلومتری شمال غربی وومین و ۳۲ کیلومتری شمال ورشو قرار دارد.